# Yahoo!ロコ
Yahoo!ロコ（ヤフー!ロコ）は、LINEヤフー（Yahoo! JAPAN）が運営していた情報サイトの一つ。2024年3月27日にサービス終了した。

## 概要

### 地図
一般的な地図、航空写真のほか、鉄道路線、地形図、地下街（日本の一部都市のみ）など様々な表示形式が選択できる。Google マップ等と同様、各々でズームを調節し全世界を俯瞰することができる。
地図データはゼンリンなど複数の企業・団体から提供を受けている。令和元年11月、地図表示システムをMapbox社製に変更した。

### 交通情報
鉄道の路線情報、自動車道の交通情報など。またドライブルートの検索・保存などができる「Yahoo!ドライブ」はYahoo!ロコへの統合のため2012年6月28日に新規ユーザー登録を停止した。

### 商業施設情報
該当地域の店舗などのデータベース。従来「Yahoo!グルメ」として提供していた飲食店の口コミ情報なども統合された。クーポンの提供も行っていた。

### ステマ問題
ヤフーは自主調査によって、Yahoo!ロコにて編集コンテンツと誤認させて記事広告を掲載する行為を行なっていたことを発表。また、外部メディアにも当該記事を配信していた。

### その他
サイトを表示するとIPアドレス・Yahoo!JAPAN IDの登録情報などでユーザーの現在地を大まかに判定し、その地域の情報を自動的に表示する。地域に関連するニュース記事やブログ投稿へのリンクを表示するなど、Yahoo! JAPAN内の地域に関係する情報が集約されていた。
PC用サイトのほか、iPhone・iPad・Android用アプリを提供していた。

## 沿革
- 2011年（平成23年）6月1日 - サービス開始。
- 2024年（令和6年）3月27日 - サービス終了[4]。